# Hellbilly Deluxe 2 World Tour
Le Hellbilly Deluxe 2 World Tour est une série de concerts du chanteur de metal industriel Rob Zombie qui a commencé le 15 octobre 2009 et qui s'est finie le 26 mai 2012. Cette tournée avait pour objectif de promouvoir l'album Hellbilly Deluxe 2. Elle eut lieu dans 12 pays comme le Japon, les États-Unis, des pays d'Europe ou l'Australie. Ce fut la première fois que des concerts de Rob Zombie étaient programmés en dehors des États-Unis depuis le début de sa carrière solo.

## Vue d'ensemble
Après l'enregistrement de l'album, la tournée commence au Japon au Loudpark Festival à Chiba le 18 octobre 2009 précédée de deux concerts à Tokyo et à Osaka. 
Zombie retourne aux États-Unis pour continuer sa tournée et la baptise le Hellbilly Deluxe 2 World Tour bien que l'album portant le même nom ne soit paru que quelques mois plus tard. Zombie s'est produit dans une vingtaine d'endroits y compris au Hollywood Palladium.
Le 20 janvier 2010, Zombie est invité au Mayhem Festival en compagnie de Korn et de Lamb of God par exemple.
Après quelques mois d'absence, Zombie annonce début mars 2010 que le batteur Tommy Clufetos quitte le groupe pour rejoindre Ozzy Osbourne. Il est remplacé par Joey Jordison du groupe Slipknot.
Zombie effectue une tournée avec Alice Cooper pour la Gruesome Twosome Tour avec plus de 17 têtes d'affiches puis le groupe fait une pause car Joey Jordison souhaite retourner à son projet principal : Murderdolls. Le 6 février, le groupe fait à nouveau une pause pour laisser Rob Zombie travailler sur son prochain film The Lords of Salem puis il recrute l'ancien batteur de Marilyn Manson : Ginger Fish. La série de concerts prend fin normalement le 26 mai 2012.